# Gian Franco Pagliaro
Gian Franco Pagliaro (Nápoles, 26 de julio de 1941 - Buenos Aires, 27 de marzo de 2012) fue un cantautor italiano nacionalizado argentino, con gran éxito en América Latina. Durante los años 1970 fue protagonista de la canción de protesta cantada en castellano. Ha vendido varios millones de discos entre los hispanohablantes del mundo.

## Introducción
Este cantante romántico, melódico, con tradición itálica, produjo canciones muy versionadas como
«Amigos míos, me enamoré»»,
«Todos los barcos»,
«No te vayas entonces» y
«Vendrás con el mar, las uvas y el sol».
«Yo te nombro»,
«La balada del boludo»,
«Las cosas que me alejan de ti»,
«Confesiones de un ex». A continuación, una cita del autor:

No es fácil ser inteligente y banal al mismo tiempo y cursi y profundo y también comprometido y superficial, ser anárquico y respetar códigos y normas, musicalizar a Neruda, componer algún temita para sobrevivir e intentar un poema. No es fácil trazar el propio camino a la vera de los caminos establecidos, reunir en el mismo escenario todos los “yo” que habitan en uno.
Gianfranco Pagliaro

Su voz de barítono,  le acuñó en Colombia un gran éxito, donde vendió más de 160 000 discos de poemas entre 1999 y 2001.
Sus últimos discos:
- Cantautores queridos (dedicado a los cantautores que Pagliaro admira o aprecia: Joan Manuel Serrat, Alberto Cortez, Violeta Parra, Silvio Rodríguez, Pablo Milanés, Leonardo Favio, Sandro, Facundo Cabral y Víctor Heredia, entre otros),
- Antología italiana (disco dedicado a él mismo, a su italianidad, a su origen, a su particular manera de cantar, emotiva, cálida) y
- La voz de los poetas (poemas de grandes poetas: Pablo Neruda, Mario Benedetti, Oliverio Girondo, Walt Whitman, Jorge Luis Borges, Jaime Sabines, Fernando Pessoa)

Fue un temprano musicalizador de José Martí, Rubén Darío, Pablo Neruda, Almafuerte, Gustavo Adolfo Bécquer, Franz Tamayo
Fue uno de los primeros en español, en tocar dentro de la canción de amor la temática existencial de los cantautores franceses e italianos sesentistas.
“Cómo explicarte que te quiero/ aunque te hiera sin motivo/ solo porque me va muy mal/ tan mal que a veces amor mío/no tengo ganas de besarte...” (1968) o ”Qué absurdo es el amor /pienso al verme siempre aquí / sin poder ir donde quiero/ con el mar cerca de mi…” (1968)
Ha cantado y homenajeado a los artistas que lo han influenciado como Jacques Brel,
Georges Brassens,
Charles Aznavour,
Gilbert Bécaud,
Georges Moustaki,
Luigi Tenco,
Sergio Endrigo,
Gino Paoli,
Claudio Baglioni,
Riccardo Cocciante.

## Biografía

### Niñez
Gian Franco nació en Nápoles el 26 de julio de 1941. Sus padres eran Francesco y Anna y sus hermanos Antonio, Annamaria y Sonya.
A los 6 años comenzó con sus estudios primarios en una escuela de monjas en la localidad de Bagnoli. Sus inclinaciones artísticas comenzaron a temprana edad, su habilidad en el dibujo y un oído musical lo hicieron popular en la escuela. En su familia era cosa de todos los días cantar arias de ópera como  Tosca, La Boheme, Cavalleria Rusticana, I Pagliacci, y canciones napolitanas como O sole mio o Torna a Surriento. Sus padres le tenían previsto otro futuro; querían que fuese arquitecto por su facilidad para el dibujo. Pero Gian Franco cada vez se interesaba más por las artes.

### Buscando América
Un día zarpan buscando otras tierras a bordo del transatlántico Conte Grande. Cruzó el Atlántico en 16 días hacia América. El barco amarró en el puerto de Santos, Brasil. Allí los Pagliaro permanecieron casi 2 años viviendo unos meses en San Paulo y el resto en Río de Janeiro. Posteriormente viajaron a Argentina. Gian Franco Pagliaro llegó a un campo ubicado en Chivilcoy (Pcia. de Buenos Aires) -donde allí vivían unos primos del padre de Pagliaro- a los 6 años. Su apellido real es Ottaviano. 
Cuando Gian Franco comenzó a cantar con su voz ronca y quebrada, lo hizo en italiano, su idioma natal. Al quedarse en la Argentina decidió cantar en castellano, contra la voluntad de su papá. 
La idea de regresar a Italia seguía latente. Había que continuar los estudios en italiano por si acaso... Papá Francesco entonces contrata un profesor italiano: el Profesor Ginobili, licenciado en lengua italiana, literatura latina, griega, en filosofía y en historia del arte. El encuentro con el profesor Ginobili fue fundamental en la vida y en la futura carrera de Gian Franco Pagliaro.

## Comienzo con la música
En 1965 su íntimo amigo, Eduardo Costabile, le consigue un contrato en un piano bar. Otro amigo y cantante, Marty Cosens, le consigue un contacto en la televisión.
En 1967, el cantautor italiano Luigi Tenco se suicida durante el Festival de San Remo. Participaba con una canción “Ciao amore ciao”. Miguel Ángel Merellano, locutor de prestigio y un referente en la radiofonía argentina, le propone grabar la canción que Luigi Tenco no había registrado en los estudios. En pocas semanas, “Ciao amore ciao” en la voz de Gian Franco y cantada en italiano, se coloca al tope del ranking.
En la grabadora le piden que siga grabando en italiano. Los artistas italianos estaban de moda y graba entonces canciones en su idioma natal de su autoría con un contenido denso, profundo que muy pocos entendían. “Pagliaro es un artista que nada contra la corriente. Transmite, con su particular y quebrada voz de bajo-barítono, calidez, ternura, profundidad, sinceridad con una sensibilidad desbordante. Lastima que no cante en español.” Comenta un periodista afamado.
Mientras tanto el regreso a Italia se postergaba. Siguió algunos temas más con la “mano italiana”, y comenzó a componer y grabar en castellano para las grandes multinacionales.  “Otra vez en el mismo bar”, “Todos los barcos todos los pájaros”, “Vendrás con el mar las uvas y el sol” y pega duro, muy duro en toda América y es uno de los pocos cantantes en español que se escucha en los clubes nocturnos de moda en la Buenos Aires de los sesenta: Mau-Mau, Intime, Club 74, Sunset, Lirondel, Afrika, Gong y otros... En ese tiempo cantar en castellano era “vulgar” y “cursi”. El Tano se salvaba por su acento raro y su voz ronca como la mayoría de los cantantes italianos. Además sonaba a sincero, verdadero y original y con una propuesta nueva.
En 1969 sale a la venta su primer álbum en español: “Gian Franco Pagliaro en castellano”. El disco es un éxito de crítica y de público. Pagliaro promete. Su voz cautiva. Su acento italiano vende. Tiene influencias de Charles Aznavour, Jacques Brel, Luigi Tenco, según los críticos, pero con un decir y un estilo propio y una personalidad que pisaba fuerte y que iba a pisar cada vez más fuerte en el universo musical argentino y latinoamericano.

## Concurso de la canción en Buenos Aires
El 23 de febrero de 1970 se casa con Elena Faccendini. En septiembre de 1970 gana por unanimidad de público y jurado el IV Festival Buenos Aires de la Canción, con su tema  “Las cosas que me alejan de ti”. Un tema de amor y a la vez de denuncia, que en la voz del venezolano Héctor Cabrera fue un hit sin precedentes en Venezuela. Un tema que hizo historia y que popularizó un género, la canción de protesta. El tema cuestionaba y denunciaba la realidad social argentina, algo inaceptable para los colaboradores del gobierno militar del General Lanusse. 
Combatido por periodistas y críticos obsecuentes, prohibido por las dudas en unos cuantos programas de radio y televisión, Gian Franco se presenta al año siguiente, en el mismo Festival, con una canción más provocadora: Yo te nombro. La canción, que había obtenido el máximo de los votos, es descalificada en la última ronda despertando la ira de Pagliaro y del público contra el jurado y se arma un escándalo mediático tan grande que el Festival dejó de hacerse. “Un italiano que deja mal parada la imagen argentina en el mundo” - decían los diarios - “qué vergüenza, qué pensarán de nosotros con estos ejemplos”. Las críticas fueron lapidarias. 
La Sociedad Argentina de Locutores amenaza con querellarlo por infamia y calumnias. Hasta 1973 – cuando anuncia que, en adelante, cantará sólo temas de amor, promesa que cumple a medias - Pagliaro posiciona su perfil contestatario, convirtiéndose en protagonista de un movimiento musical comprometido con las raíces, con lo político y los derechos del hombre: la nueva canción latinoamericana. Asiste y canta en cada festival, concierto, evento, organizado por los partidos proscriptos y organizaciones de derechos humanos.

## Yo te nombro, Paul Éluard y Neruda
Con el tiempo Yo te nombro también llamada Yo te nombro Libertad, se convertiría en una de las canciones más emblemáticas de los setenta cantada por partidos de izquierda y organizaciones revolucionarias:

por el pájaro enjaulado/
por el pez en la pecera/
por mi amigo que está preso/
porque ha dicho lo que piensa/:
yo te nombro Libertad...

Grabada por Nacha Guevara, Sanampay, César Isella, Reincidentes, Savia Nueva, Suramérica, Iris Chacón, Isabel Aldunate y otros, esta canción, es a veces erróneamente atribuida al poeta francés Paul Éluard, quien, en 1942, escribió un poema, Libertad, que los ingleses lanzaron sobre París ocupada por los nazis.
La confusión se debe a que un periodista del diario La Opinión, muy influyente en aquellos años, Jorge Andrés, escribió en 1971 un comentario sobre el Festival y el escándalo que había provocado Gian Franco con su actitud revoltosa. Del tema Yo te nombro dijo que tenía reminiscencias del poema Libertad, de Paul Éluard. Cuando Nacha Guevara, en ese entonces esposa del arreglador de Pagliaro, Alberto Favero, grabó la canción durante su exilio en España, hizo figurar en los créditos del disco que Yo te nombro estaba basada en un poema de Eluard. La canción dio la vuelta al mundo. En Chile la cantante Isabel Aldunate la grabó adjudicándole la autoría de la letra a Paúl Eluard y la música a Pagliaro. Desde entonces la canción de Pagliaro navega por Internet de portal en portal, de página en página con el nombre de Paúl Eluard. 
En el verano de 1971 conoce en Buenos Aires a Pablo Neruda, quien, desde su Isla Negra, lo había autorizado a musicalizar sus poemas. En una reunión organizada por la Sociedad Argentina de Escritores, Gian Franco le canta al vate y a su compañera Matilde Urrutia algunos de los poemas musicalizados: Desnuda eres tan simple… Farewell y El nuevo soneto a Helena. De ese encuentro nace un álbum prohibido por el gobierno militar de entonces y alabado por toda la crítica, hoy por hoy convertido en un disco de culto:  “Pequeña Antología Poética a Pablo Neruda”.  El primer álbum dedicado totalmente al gran poeta chileno y a sus obras.
Este disco contó con la especial colaboración en los arreglos musicales y en el piano de un músico de excepción, Alberto Favero y de los mejores instrumentistas argentinos de la época: Cacho Tirao en guitarra, Bernardo Baraj en saxo, José Bragato en chelo, Antonio Yepes en percusión, Jorge Gonzales en contrabajo, Guelfo Nalli en corno, Roberto di Filippo en oboe, Chachi Ferreira en flauta, Irene Sopezak en viola, Kirkiris Panagiotis y Fernando Favero en violines.
El 9 de diciembre del mismo año, 1971 nace su primera hija, Sonya Melisanda, dos años más tarde nace su segunda hija, Laura.

## Canción para Chile
Durante la dictadura de Augusto Pinochet en Chile, en la Argentina se organizaban festivales contra el dictador en teatros y calles. Gian Franco recogió esas consignas, las ordenó, las musicalizó y nació Canción para Chile, grabada luego por él y el conjunto musical Folk 4. Esta canción fue súper difundida, y cantada en todos los actos de repudio al régimen militar de Pinochet. Los fondos recaudados por la venta del disco fueron donados a la resistencia chilena trámite el Comachi, (Comisión de ayuda a Chile). Pagliaro fue naturalmente prohibido en Chile. Cinco años después en Buenos Aires, en 1978, Daniel Chanal, integrante de Folk 4, su mujer Verónica, el hermano de su mujer y la novia del hermano de su mujer, fueron secuestrados y continúan desaparecidos.

## Éxito popular
Para 1974 Gian Franco era, a pesar de la censura, un cantautor de gran fama, exitoso, referente y protagonista de la música argentina de esos años. Su obra se debatía constantemente entre lo comercial y el compromiso político y social, entre la canción pasatista y la canción de protesta.
"Todos los barcos", "Vendrás con el mar", "Las cosas que me alejan de ti", "Yo te nombro", "Amigos míos, me enamoré", "No te vayas entonces", "Si me olvidas te olvido" y "La balada del boludo", son algunos de los temas que por entonces le brindaron fama y respeto. Artistas de variado géneros y estilos como Iva Zanicchi, Nacha Guevara, Leonardo Favio, Sandro, Enrique Guzmán, Héctor Cabrera, Jairo, Wilkins, Sergio Denis, Sanampay, Quilapayún, Los de Siempre, Savia Nueva, Carlos Torres Vila, Miguel Ángel Robles, La Mona Jiménez, Reincidentes, entre otros, han grabado sus canciones.
En 1975 su amigo, el director de cine y cantante Leonardo Favio, lo convence de filmar bajo sus órdenes y al lado de Carlos Monzón, por entonces Campeón mundial de boxeo de peso mediano. La película de Favio, la comedia dramática Soñar, soñar, fue realizada y terminada durante el último año de la presidencia de Isabel Perón, cuyo gobierno constitucional se encontraba inmerso en una crisis económica y cuyo rechazo era casi unánime por parte de la población, en especial para el ministro más cercano al Poder Ejecutivo, José López Rega, a quien se le atribuye la creación de la Alianza Anticomunista Argentina (Triple A).
Soñar, soñar fue estrenada en julio de 1976, tan solo tres meses después del golpe de Estado de 1976 que inició la última dictadura cívico-militar argentina (1976-1983) y su régimen de terrorismo de Estado. El film duró una semana en cartel y al momento de su estreno fue vapuleada por la crítica; sin embargo, con el tiempo fue revaluada por varios críticos profesionales, y hoy en día es ampliamente considerada como una película de culto.

## La tragedia
El 10 de mayo de 1977, Laura, de tres años y medio, la segunda hija de Pagliaro es internada en el Hospital de Niños por un simple dolor de cabeza. Le descubren un tumor benigno pero de difícil acceso. Aunque se pudo remover, la niña no sobrevivió. Al poco tiempo por razones económicas y contractuales Pagliaro tiene que viajar a Venezuela. En Caracas es embestido por un automóvil. Recibió fracturas múltiples. Fue hospitalizado dos meses y regresó a su casa en octubre de 1977 en silla de ruedas. El 4 de septiembre de 1978 nació su tercera hija, Carla Rosalía.

## Éxitos en América Latina
Del 76 al 79 Gian Franco Pagliaro, estuvo viajando, cantando, exiliándose y accidentándose por América. En 1976 un tema suyo Todos los barcos, grabado en 1970, es un éxito en América y permanece 17 semanas en los primeros puestos del ranking venezolano. Ese mismo año graba una canción alegórica sobre el éxodo de los argentinos No te vayas entonces, y pega fuerte. En plena democracia algunos le cuestionan a Pagliaro el enorme éxito obtenido en 1979, durante la dictadura, con una canción de la cantautora española Cecilia. La canción,  “ Un ramito de violetas”, inició una nueva década de sucesos ininterrumpidos y giras por todo el continente americano que perdura hasta ahora y que preparó el terreno para el último gran éxito de crítica y de público de Gian Franco Pagliaro: discos de poemas de su autoría y de sus poetas preferidos, dichos o declamados por él mismo.
Después de algunos éxitos como Amigos míos me enamoré, No te vayas entonces, Si me olvidas te olvido, Este amor desordenado, Todos los barcos todos los pájaros, La balada del boludo, Yo te nombro, El extranjero, el clásico de Georges Moustaki, en 1998 graba para Discos Fuentes de Colombia un álbum de poemas recitados: textos poéticos de su autoría, pensamientos inconfesables en voz alta, según sus propias palabras. En 1999, Amante mía, el primer álbum de poemas para la disquera colombiana se coloca imprevistamente y a despecho del mercadeo, en la cima de las ventas convirtiéndose, en el disco más vendido del año. Le siguieron Poemas ciudadanos y 20 Poemas de amor y desamor, con poesías de Pablo Neruda, Walt Whitman, Jaime Sabines, Oliverio Girondo, Fernando del Paso, Porfirio Barba Jacob, entre otros. Una vez más Pagliaro triunfa a contramano: vende poesías, palabras, silencios y pausas, en el país de la Salsa y del vallenato, en la tierra de la cumbia y del baile. En Medellín agota las entradas en 3 días. Recorre Cali, Manizales, Armenia, Pereira, Tuluá, Popayán, Barranquilla, Cartagena y finalmente Bogotá.

## Discografía
- 1967 Ciao amore ciao (BGM)
- 1968 Le solite cose (Odeon Pops)
- 1969 Gian Franco Pagliaro en castellano (Odeon Pops)
- 1970 Gian Franco Pagliaro Vol. 2 (Odeon Pops)
- 1972 Pequeña antología poética a Pablo Neruda (CBS Columbia)
- 1975 Del amor (RCA Victor)
- 1976 Este amor (EMI)
- 1976 La vida consciente (Teka)
- 1978 Amigos míos me enamoré (BMG)
- 1979 El tiempo pasa...  (EMI)
- 1980 Confidencias (EMI)
- 1981 De mi mismo (EMI)
- 1982 Aleluya (EMI)
- 1983 Música para la ruta (EMI)
- 1983 Viva la gente (EMI)
- 1984 LOS Nº 1 (EMI)
- 1984 Estados de ánimo (EMI)
- 1985 Confesiones (EMI)
- 1986 Para que nadie se sienta tan solo (EMI)
- 1986 PAGLIARO CANTA… (EMI)
- 1987 CANZONE (cantado en castellano y en italiano) (EMI)
- 1988 La balada del boludo (EMI)
- 1990 Pasarán más de mil años (EMI)
- 1991 Colección privada (EMI)
- 1992 Contrastes (EMI)
- 1994 Disco de oro (EMI)
- 1995 La poesía, la canción...  (Pampa - EMI)
- 1996 Las canciones de nuestro amor (BMG)
- 1995 El italiano (AM)
- 1996 Poemas de amor (Pampa - EMI)
- 1998 Queridas canciones (DBN)
- 1999 Afectuosamente (DBN)
- 2002 Boleros alterados (Grus)
- 2003 Antología italiana (BMG)
- 2005 Cantautores queridos (Sony - BMG)
- 2007 La voz de los poetas (Utopía)

Discografía editada en Colombia por Discos Fuentes
- 1998 El último romántico
- 1998 Colección
- 1999 Amante mía
- 1999 Boleros inmortales
- 1999 Tiernamente amigos
- 1999 El camino d la vida
- 1999 No soy de aquí… ni soy de allá
- 2000 El Tano Pagliaro canta a sus amigos
- 2000 Poemas ciudadanos
- 2001 Contigo pan y cebolla
- 2002 20 poemas de amor y desamor
- 2004 Oda a la vida
- 2005 Historia musical 40 Éxitos

## Filmografía
Título: Soñar, soñar

Año: 1976

Lugar: Argentina

Director: Leonardo Favio

Intérpretes: Carlos Monzón, Gian Franco Pagliaro, Nora Cullen